# Луций Мамий Полион
Луций Мамий Полион (на латински: Lucius Mammius Pollio) e политик и сенатор на Римската империя през 1 век.
През 49 г. е назначен от Агрипина Младша за ingentibus promissis на император Клавдий. От март до юни 49 г. той е суфектконсул заедно с Квинт Алий Максим на мястото на Гай Помпей Лонг Гал.